# Bohater o tysiącu twarzy
Bohater o tysiącu twarzy – dzieło z zakresu mitologii porównawczej, autorstwa amerykańskiego mitoznawcy Josepha Campbella, wydane po raz pierwszy w 1949. Campbell przedstawia w niej swoją teorię dotyczącą podróży archetypowego bohatera i jego funkcjonowania w świecie mitycznym.
Od czasu publikacji Bohatera o tysiącu twarzy teoria Campbella jest wykorzystywana w twórczości wielu pisarzy oraz artystów (np. przez George’a Lucasa w Gwiezdnych wojnach).
Fundacja Josepha Campbella i New World Library wydały nową edycję Bohatera o tysiącu twarzy w czerwcu 2008 r. jako część Dzieł zebranych Josepha Campbella, w skład których wchodzą książki oraz nagrania audio i wideo. W 2011 r. tygodnik Time umieścił książkę na liście 100 najbardziej wpływowych książek w języku angielskim od czasu założenia magazynu w 1923 r.

## Treść
Campbell stawia tezę, że najważniejsze mity liczące sobie tysiące lat i pochodzące z całego świata, mają wspólną strukturę, którą nazywa monomitem.
W prologu do Bohatera o tysiącu twarzy Campbell pisze:

Wszędzie tam, gdzie żyli ludzie, zawsze i w każdych okolicznościach kwitły mity. Były one nieustającą inspiracją dla wszystkich ludzkich poczynań w sferze materialnej i duchowej. Nie byłoby zbytnią przesadą stwierdzenie, że mit jest tajemnym otworem, przez który wpływa tajemna energia kosmosu, napełniając wytwory ludzkiej kultury. Religia, filozofia, sztuka, prehistoryczne i historyczne formy organizacji społeczeństwa, szczytowe osiągnięcia nauki i techniki, widzenia senne – wszystko to wywodzi się z magicznego kręgu mitu

W wykładni monomitu Campbell opisuje liczbę etapów lub kroków podczas podróży. Zastajemy bohatera w zwykłym świecie, gdzie odbiera wezwanie do niezwykłego świata osobliwych mocy i wydarzeń (wezwanie do przygody). Jeśli bohater zaakceptuje wezwanie/zew/apel do przejścia do tego nieznanego świata, musi stawić czoła zadaniom i próbom (droga prób), którym będzie musiał podołać sam lub z pomocą wysłanników opiekuńczej siły nadprzyrodzonej. Jeżeli bohater sprosta wyzwaniom może sięgnąć po „wielki dar” („Ostateczna nagroda”), co często prowadzi do głębokiego samopoznania. Następnie musi zdecydować czy chce powrócić do miejsca skąd wyruszył („powrót do zwyczajnego świata”), co często równa się z kolejnymi wyzwaniami w drodze powrotnej. Jeśli bohaterowi uda się powrócić (przejść przez ostatni próg) zostaje „Mistrzem dwóch światów”, a jego dar może zostać wykorzystany do ulepszenia świata.
Niewiele mitów zawiera wszystkie wymienione etapy podróży. Niektóre z nich koncentrują się wyłącznie na jednym z etapów, zaś inne mogą omawiać wszystkie etapy w odmiennej kolejności. Etapy te mogą być organizowane na różne sposoby, jednak klasyczny schemat mitologicznej wyprawy bohatera jest powiększeniem wzoru spotykanego w obrzędach przejścia i składa się z/zawiera: „Oddzielenie”, „Inicjację” oraz „Powrót” (s. 27).

„Bohater ryzykuje wyprawę ze świata powszedniości do krainy nadnaturalnych dziwów (x); spotyka tam fantastyczne siły i odnosi rozstrzygające zwycięstwo (y), po czym powraca z tej tajemniczej wyprawy obdarzony mocą czynienia dobra ku pożytkowi swych bliźnich (z).”

Klasyczne przykłady, które podaje Campbell oraz inni uczeni to historie Ozyrysa, Prometeusza, Buddy, Mojżesza, Mahometa czy Jezusa. Oprócz nich Campbell powołuje się na wiele innych mitów z różnych kultur, które opierają się na tej samej strukturze. Zakładane podobieństwa między legendami i mitami o bohaterach są jednym z podstawowych argumentów przemawiających za Teorią mitu Jezusa.
Campbell opisując podróż bohatera używa pojęć freudowskich popularnych w latach 40. i 50., jednak struktura monomitu nie jest do nich przywiązana. Podobnie sytuacja ma się z zestawieniem jungowskich archetypów, świadomości i nieświadomości oraz struktury obrzędów przejścia Arnolda van Gennepa, aby zapewnić pełen ogląd tematu.
Teoria Campbella miała wpływ na wielu artystów i intelektualistów na całym świecie, co sugeruje przydatność spostrzeżeń Campbella nie wiązanych z kategoriami akademickimi i XX-wiecznymi formami analizy.

## Kontekst
Campbell wykorzystywał prace wczesnych teoretyków XX wieku, aby rozwijać swój uniwersalny model bohatera (zob. także prace strukturalistów). Korzystał głównie z Freuda (zwłaszcza kompleks Edypa), Carla Gustava Junga (archetypy i nieświadomość zbiorowa) i Arnolda Van Gennepa (trzy etapy obrzędów przejścia, przetłumaczone przez Campbella jako „Oddzielenie”, „Inicjacja” oraz „Powrót”). Korzystał również z prac antropologów takich jak James Frazer czy Franz Boas i psychologa Otto Ranka.
Campbell był znanym wielbicielem Jamesa Joyce’a (w 1944 r. ukazała się książka A Skeleton Key to Finnegans Wake, której był współautorem razem z Henrym Robinsonem). Termin „monomit”, którym nazwał uniwersalną podróż bohatera, zapożyczył z ostatniego dzieła Jamesa Joyce’a Finneganów tren. Na kształt Bohatera o tysiącu twarzy wpływ miała również powieść Ulisses.
Bohater o tysiącu twarzy był tłumaczony na ponad dwadzieścia języków, m.in. hiszpański, portugalski, francuski, niemiecki, włoski, polski, japoński, koreański, chiński, turecki, duński, grecki, norweski, holenderski, perski, czeski, chorwacki, serbski, słoweński, rosyjski, węgierski, bułgarski i hebrajski. Na całym świecie sprzedano ponad milion egzemplarzy.

## Podróż bohatera a kobiety
Jednym z zarzutów podniesionych przeciwko Campbellowi było to, że w opisie monomitu koncentruje się wyłącznie na opisie męskiej podróży bohatera. Nie jest on do końca słuszny. W książce przywołuje postać księżniczki, która jest bohaterką baśni Bracia Grimm Żabi król oraz bogini Inany, sumeryjskiej bogini, która zeszła do świata zmarłych.
Pod koniec swojego życia Campbell powiedział:

Wszystkie wielkie mitologie i wiele opowiadań mitologicznych są opisywane z męskiego punktu widzenia. Kiedy pisałem Bohatera o tysiącu twarzy i chciałem wprowadzić postać kobiety, musiałem sięgnąć do bajek. [...]

## Wpływ Campbella na kulturę i sztukę

### Wpływ na artystów
Bohater o tysiącu twarzy miał wypływ na wielu artystów, twórców filmów, muzyków i poetów takich jak: Bob Dylan, George Lucas czy Jim Morrison.
Do znajomości teorii Campbella przyznają się również: Mickey Hart, Bob Weir czy Jerry Garcia.

#### Film
Stanley Kubrick zapoznał Arthura C. Clarke’a z myślą Campbella podczas pisania scenariusza do filmu 2001: A Space Odyssey.
Świadome wykorzystanie przez George’a Lucasa teorii Campbella podczas tworzenia filmów z serii Star Wars jest dobrze udokumentowane. Na nagraniu DVD w sławnej konwersacji między Campbellem a Bill Moyers sfilmowanym na ranczu Lucasa i wyemitowanego w 1988 roku na PBS pod nazwą Siła mitu Campbell i Moyers poddali dyskusji zastosowanie Bohatera o tysiącu twarzy w produkcji filmu. Lucas omówił wpływ twórczości Campbella na jego podejście do opowiadania historii i tworzenia filmów.

#### Literatura
Christopher Vogler, hollywoodzki producent filmowy oraz pisarz, jest autorem notatki dla Disney Studios w której opisuje jak wykorzystywać pracę Josepha Campbella do pisania scenariuszy. Komentarz ten miał był wykorzystywany przy tworzeniu takich filmów jak: Aladyn (1992), Król lew (1994) oraz Piękna i Bestia (1991). Ostatecznie Vogler rozszerzył swoją instrukcję i opublikował ją w formie książki pt. The Writer’s Journey: Mythic Structure For Writers, która stała się inspiracją dla wielu popularnych filmów hollywoodzkich. Uważa się, że została ona wykorzystany przy pracy nad serią filmów Matrix.
Wielu naukowców i recenzentów zauważa jak bardzo w książkach J.K. Rowling z serii opowiadającej o Harrym Potterze zauważalny jest schemat monomitu Rowling jednak nigdy nie potwierdziła, że inspirowała się Campbellem, ani nie zaprzeczyła, że czytała Bohatera o tysiącu twarzy.